# The Ramen Girl
The Ramen Girl es una película de 2008 romántica protagonizada por Brittany Murphy sobre una chica que va a Japón y decide aprender a cocinar ramen. Murphy también coprodujo el filme.

## Sinopsis
Abby (Brittany Murphy) es una chica estadounidense que va a Tokio para estar con su novio, Ethan (Gabriel Mann). Ethan le dice que tiene que ir a Osaka en un viaje de negocios y que puede que no regrese por un tiempo. Abby pide ir con él, pero Ethan se niega y rompe con ella. Abby va después a una tienda de ramen, y el chef Maezumi (Toshiyuki Nishida) y su esposa Reiko (Kimiko Yo) le dicen que están cerrados. Abby no los entiende porque no habla japonés. Ella comienza a llorar, por lo que el chef le pide que se siente. Le trae un plato de ramen y a ella le encanta. A poca distancia, alucina que el gato afortunado, conocido como Maneki Neko, o Gato que hace señas, le hace un gesto para que se acerque. Cuando intenta pagar su comida, el chef y su esposa se niegan.
Al día siguiente vuelve y se sienta en el mostrador. Él le da otro plato de ramen y ella come. Mientras come, estalla en risitas incontrolables, al igual que otro cliente. Al día siguiente, ella regresa, pero le dicen que no tienen ramen. Al ver los tobillos hinchados de la esposa, ella insiste en ayudar en su lugar. Una vez que termina la noche, se queda dormida en la parte de atrás. La ahuyentan, pero mientras se aleja se da cuenta de que quiere cocinar ramen. Corriendo de regreso a la tienda, le ruega que le enseñe a cocinar ramen. Él discute, pero finalmente se rinde y le dice que venga al día siguiente a las 5. Ella llega tarde, con tacones altos y un vestido, y se pone a trabajar fregando el inodoro y limpiando ollas y sartenes. En las siguientes semanas, Maezumi solo le da trabajo de limpieza con la esperanza de que renuncie, pero regresa. Después de que le den trabajo como mesera, se gana el corazón de todos los que entran, incluidas dos mujeres mayores que son clientes habituales y un trabajador de 30 años que se enamora de ella.
En una rara noche libre, se dirige a un club nocturno con un hombre británico llamado Charlie y una mujer estadounidense llamada Gretchen a quien conoció antes. Los tres conocen a Toshi Iwamoto (Sohee Park) y sus amigos. Abby y Toshi se enamoran.
Abby se entera durante la semana de Navidad de alguien llamado Shintaro. Ve a Maezumi llorando por una colección de cartas y fotos de París. Su esposa luego le dice a Abby que Maezumi y Shintaro, su hijo no han hablado en 5 años desde que Shintaro se fue a Francia.
Toshi tiene que ir a Shanghái, China, durante tres años. Él le pide a Abby que lo acompañe, pero ella se niega, diciendo que no puede. Comparten su último beso.
Abby pronto aprende a hacer ramen, pero Maezumi insiste en que no tiene alma. La madre de Maezumi prueba su ramen y le dice, en japonés, que está cocinando con la cabeza; cuando Abby confiesa que solo hay dolor en su corazón, la madre de Maezumi le aconseja que ponga lágrimas en su ramen, ya que no tiene amor para compartir. Más adelante en la película, se le muestra cocinando ramen, llorando. Las dos mujeres, el trabajador de 20 años y otro trabajador de Okinawa de 20 años, prueban su ramen y casi de inmediato se vuelven melancólicas, el dolor en el ramen de Abby resalta el suyo. Maezumi lo prueba y comienza a llorar, pero sube a su casa.
Un día, Maezumi habla con un rival, que se jacta de que su hijo tiene un chef principal que viene a probar su ramen mientras ridiculiza a Maezumi por tratar de entrenar a Abby. Maezumi, borracha, dice que su ramen recibirá la bendición del Master Chef, o dejará de hacer ramen. El Maestro llega y prueba el ramen del joven, probando pequeños trozos, con mucha moderación. Le da su bendición y se dirige a Abby.
Abby se ha desviado de la seguridad del ramen convencional y ha hecho el suyo con pimientos, maíz y tomate, un brebaje que ella llama "Diosa Ramen". El Maestro dice que los fideos de Abby son buenos, pero no puede darle su bendición, diciendo que necesita más tiempo y moderación. Maezumi está triste por tener que detener su negocio, pero habla con Abby. Él le cuenta que su hijo quiere aprender cocina francesa, pero ella no lo entiende. Él le dice que la tienda de ramen necesita un sucesor y que ella es la sucesora de su tienda de ramen. Ella está por volver prontamente a Estados Unidos pronto, pero antes de eso, es invitada a una celebración. Maezumi le da la linterna que había colgado fuera de su tienda de ramen durante 45 años, y ella se la lleva a Estados Unidos, donde se muestra un año después fuera de su tienda en la ciudad de Nueva York, apropiadamente llamada The Ramen Girl. La tienda cuelga una foto de Maezumi y su esposa con su hijo, felices en París. Entonces, un empleado suyo le cuenta que un hombre quiere verla. Es Toshi.
Dice que odiaba su trabajo y que decidió hacer lo que ella haría: dejar su trabajo y volver a lo que amaba: escribir música. Ella le da la bienvenida a su tienda de ramen y se besan.

## Recepción
El crítico de cine Don Willmott describe a The Ramen Girl como "un análisis vacío pero atmosférico del poder redentor de un buen plato de fideos" en el que "Karate Kid se encuentra con Tampopo y Babette's Feast".

## Reparto
- Brittany Murphy como Abby.
- Toshiyuki Nishida como Maezumi, sensei de Abby y jefe del local de ramen.
- Sohee Park como Toshi Iwamoto, novio de Abby.
- Tammy Blanchard como Gretchen, amiga de Abby.
- Kimiko Yo como Reiko, esposa de Maezumi.
- Tsutomu Yamazaki como Gran maestro.